# William Salice
William Salice (Casei Gerola, Lombardía; 18 de julio de 1933-Pavía, Lombardía; 29 de diciembre de 2016) fue un empresario italiano. Fue empleado en Ferrero SpA, donde ha sido reconocido como el inventor de los huevos Kinder Sorpresa.

## Carrera en Ferrero
Comenzó a trabajar en Ferrero en 1960, y finalmente se convirtió en un estrecho colaborador del dueño de la empresa, Michele Ferrero.
Ideó el concepto de los huevos Kinder Sorpresa a finales de los años 1960, mientras investigaba usos alternativos para los moldes de huevos de Pascua de chocolate del fabricante, que estaban sin usar la mayor parte del año. Pese a esto, insistió en referirse a Michele Ferrero como el inventor, afirmando ser, simplemente, el «ejecutor material» de la idea. Los huevos Kinder fueron comercializados por primera vez en 1974.
También jugó un papel en la creación de varios otros productos de Ferrero, tales como los Ferrero Rocher y Pocket Coffee.

## Otras actividades y muerte
Después de su jubilación en 2007, cofundó Color Your Life Foundation, junto al empresario italiano Enrico Gasperini. La fundación ofrece cursos gratuitos para jóvenes emprendedores.
Murió el 29 de diciembre de 2016 los 83 años, en la ciudad de Pavía, después de sufrir un accidente cerebrovascular.